# Christian Tønder von Bracht
Christian Tønder von Bracht (25. april 1751 i København – 22. marts 1821 sammesteds) var en dansk overrets-justitiarius.
Han var søn af Frederik Christian van Bracht (en forgylder, der antog sin moders navn), blev 1766 privat dimitteret, tog 1768 teologisk og 1772 juridisk eksamen. Allerede 1771 blev han volontær i Danske Kancelli; 1775 fik han titel af kancellisekretær, blev 1778 kancellist, 1781 protokolsekretær i Højesteret, 1784 vice-landsdommer i Lolland og Falster med successionsret, 1794 borgmester i Aalborg, 1797 justitiarius i Christianssands Stifts Overret, 1808 etatsråd, vendte i august 1814 efter Norges adskillelse tilbage til Danmark, hvor han imidlertid på grund af sin fremrykkede alder ikke kunne opnå ny ansættelse, og døde 22. marts 1821 i København.
Han ægtede 16. april 1788 i Våbensted Kirke Anna Petrea Enevoldine de Wichfeld (døbt 10. april 1766 i København – 22. september 1837 sst.), datter af oberstløjtnant, senere kommandant på Bornholm, oberst Thomas Frederik de Wichfeld og Ingeborg Cathrine Braës